# Ropica barbieri
Ropica barbieri är en skalbaggsart som beskrevs av Stefan von Breuning 1982. Ropica barbieri ingår i släktet Ropica och familjen långhorningar. Inga underarter finns listade i Catalogue of Life.